# Slootwijk
Slootwijk is een voormalige suikerrietplantage aan de Commetewanekreek, een oude meander van de Commewijnerivier in het district Commewijne in Suriname. De plantage ligt tussen de plantages Vossenburg en Lustrijk.

## Geschiedenis
De plantage komt al voor op de Labadistenkaart uit 1686 en is waarschijnlijk gesticht door G. Muenix. De naam Muenix is de aller-oudste Nederlandse naam in Suriname. De familie had zich al in de Engelse periode in Suriname gevestigd. In 1708 wordt Hendrik Talbot mede-eigenaar van Slootwijk. Hij bezit dan al de plantages Overbrug en Hoogaan aan de Surinamerivier en Mon-repos aan de Pauluskreek. Op de kaart van Lavaux uit 1737 wordt Hendrik als eigenaar genoemd, maar de oppervlakte van de plantage wordt niet vermeld. Slootwijk was omstreeks 1760 een grote suikerplantage met 265 slaven en een watermolen. De plantage heeft de volksnaam "Baggri" naar Johan Frederich Conrad Becker die er omstreeks 1800 als administrateur werkte.

### Rubber
In 1907 werd de plantage Slootwijk een gouvernements-rubberonderneming. In 1912 was 270 hectare in cultuur gebracht en waren er 600 man aan het werk. Naast de rubber werd ook koffieplant en banaan aangeplant. In 1911 werd de naastgelegen plantage Fortuin eveneens aangekocht om in cultuur te brengen. Dat was geen succes, want zowel de aanplant van banaan als die van rubber werden door ziektes verwoest. In 1963 kocht de Nederlandse overheid de plantage, als vestigingsplaats voor de Toegoenezen, een kleine groep vluchtelingen die eerst uit Indonesië en daarna uit Nieuw Guinea waren gevlucht.

### Rijst
Omstreeks 1980 werd de plantage geschikt gemaakt voor rijst, en werd een nieuw bedrijfsemplacement met woningen, kantoren, loodsen, en een haven aangelegd aan de oever van de Commewijne. Om de rijstpolders van voldoende water te kunnen voorzien, werden kanalen gegraven naar kreken 30 km verderop. De totale investering werd gefinancierd uit Nederlandse ontwikkelingshulp. De zandige ondergrond bleek echter niet geschikt voor rijst, en het dure project werd een fiasco.

## Galerij

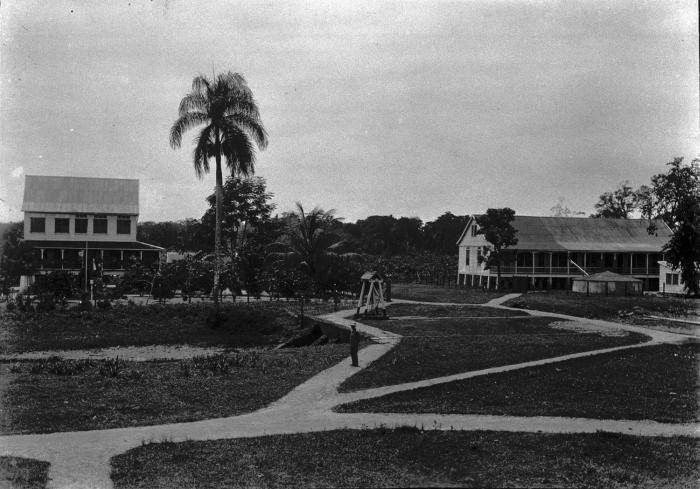
Woonhuizen
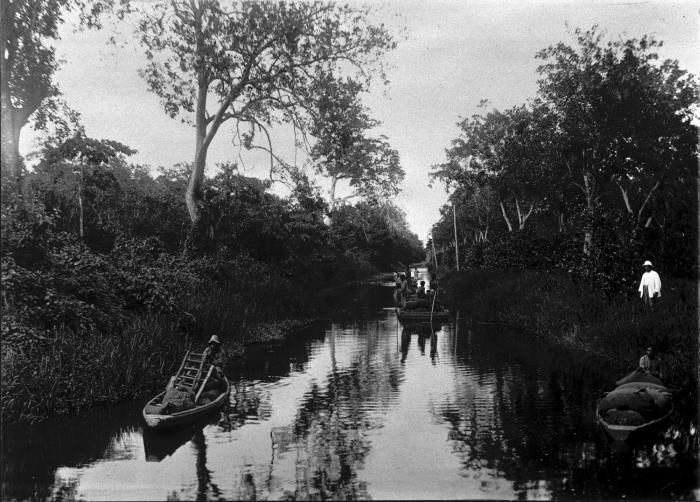
Vaartrens
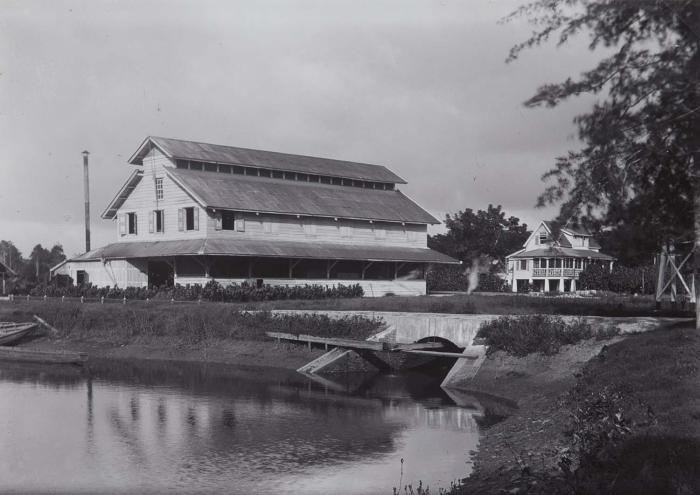
Fabriek
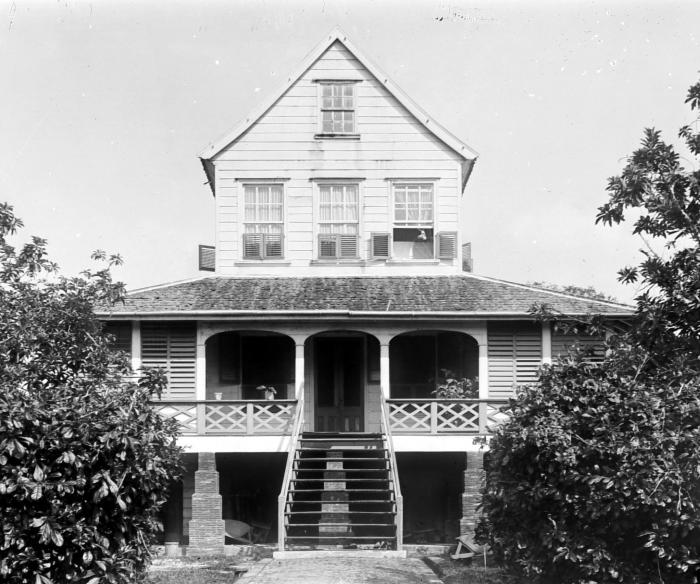
Directeurswoning

A la bonne heure · Anna's Zorg · Akkerboom · Alliance · Alkmaar · Andresa · Auka · Andreesgift · Bantaskine · Barbados · Batavia · Beekenhorst · Belladrum · Bellevue · Belwaarde · Beninenburg · Berg en Dal · Bergen op Zoom · Berlijn (Commewijne) · Berlijn (Para) · Bethlehem · Boksweide · Boston · Botany Bay · Boxel · Bronswijk · Brouwerslust · Bruinendaal · Bucklebury · Buitenrust · Burnside · Cadrosspark · Caledonia · Campenburg · Cannewapibo · Catharina Sophia · Clevia  · Cliffort-Kokshoven · Clyde · Concordia · Concordia en een Kwart Lot · Courcabo · De Dageraad · De Goede Vriendschap · De Resolutie · De Vier Hendrikken · Diamond · Dijkveld · Domburg · Dordrecht · Eendragt · Elisabeth's Hoop · Ellen · L'Espérance (Nickerierivier) · L'Espérance (Surinamerivier) · Esthersrust · Fairfield · Fortuin · Flora · Florentia · Frederiksburg · Frederiksdorp · Frederikslust · Geertruidenberg · Geyersvlijt · Glensander · Gloria · Groot Chatillon · Groot Marseille · Guadeloupe · Hague · Hamburg · Hamilton · Hamptoncourt · Hannover · Hazard · Hebron · Hecht en Sterk · Hooyland · Hope · Houttuin · Huntly · Huwelijkszorg · Inverness · Jagtlust · Jodensavanne · Johan & Margaretha · Johanna Catharina · Johanna Maria · Johannesburg · John · Katwijk · Kent · Kerkshoven · Killenstein · Klein Bellevue · Kleinhoop · Krappahoek · Kroonenburg · Kwatta · La Jalousie · La Prosperité · La Rencontre · La Ressource (Saramacca) · La Ressource (Surinamerivier) · La Singularité · Laarwijk · Leasowes · Leliëndaal · Leonsberg · Livorno · Longmay · Lunenburg · Lust en Rust · Lustrijk · Maasstroom · Margarethenburg · Maria Petronella · Mariënbosch · Mariënburg · Margaretha's Gift · Mary's Hope · Meerzorg · Merveille · Moed en Kommer · Mon Bijou · Mon Souci · Mon Trésor · Monnikendam · Mopentibo · Morgenster · Moy · Nieuw Mocha · Nieuwzorg · Nieuwe Aanleg · De Nieuwe Grond · Nijd en Spijt · Novar · Nursery · Nut en Schadelijk · Onoribo · Onverwacht · Oranibo · Ornamibo · Overbrug · Overtoom 
· Oxford · Palestina · Paradise · Persévérance · Petersburg · Picardië · Peperpot · Pieterszorg · Plaisance · Poelwijk · Potosie · Purmerend · Reijnsdorp · Reijnsfort · Rijnberk · Roosenburg · Rorac · Rust en Werk · Rustenburg · Saltzhalen · Sans Souci · Saphir · Sarah · Sardam · Schaapstede · Schoonoord · Sinabo en Gelre · Sint Barbara · Sint Eustatius · Slootwijk · Sorgvliet · Spieringshoek · Standvastigheid · Suidwijn · Suzanna's Daal · Toevlugt (Surinamerivier) · Tout Lui Faut · Toledo · Totness · Tyronne · 't Vertrouwen · Victoria · Vierkinderen · Visserszorg · Voorburg · Voorzorg (Saramacca) · Vossenburg · Vredenburg · Vriendsbeleid en Ouderzorg · Vreeland · Waltonhall · Waldijk · Waterloo · Wederzorg · Welbedacht · Welgelegen (Commewijne) · Welgelegen (Coronie) · Welgevallen · Weltevreden · Wolffs Capoerica · Wolfenbüttel · 't Ylant · Zoelen · Zorg en Hoop (hout) · Zorg en Hoop (indigo) · Zorg en Hoop (katoen) · Zorg en Hoop (suiker)